# Kraj (Mošćenička Draga)
Kraj (olaszul: Riva di Moschiena) falu Horvátországban, Tengermellék-Hegyvidék megyében. Közigazgatásilag Mošćenička Dragához tartozik.

## Fekvése
Fiume központjától 17 km-re délnyugatra, községközpontjától 2 km-re északra a Tengermelléken, az Isztriai-félsziget északkeleti részén, az Učka-hegység keleti lábánál, a Fuiméből Pólába vezető út mentén a tengerparton fekszik. Parti fekvése ellenére a meredek partfal miatt nincs strandja. A település két részből, Donji és Gornji Krajból áll, melyet kőlépcsők kötnek össze. A két településrész között mintegy ötven méter szintkülönbség van. Donji Kraj házai a 19. századi városi építészet stílusát tükrözik.

## Története
Kraj már a középkorban lakott település volt, temploma már a középkorban is állt. 1857-ben 629, 1910-ben 119 lakosa volt. Az első világháború után az Olasz Királyság szerezte meg ezt a területet, majd az olaszok háborúból kilépése után 1943-ban német megszállás alá került. 1945 után a területet Jugoszláviához csatolták, majd ennek széthullása után a független Horvátország része lett. 2011-ben a falunak 99 lakosa volt.

## Lakosság
| Lakosság változása | Lakosság változása | Lakosság változása | Lakosság változása | Lakosság változása | Lakosság változása | Lakosság változása | Lakosság változása | Lakosság változása | Lakosság változása | Lakosság változása | Lakosság változása | Lakosság változása | Lakosság változása | Lakosság változása | Lakosság változása |
| ------------------ | ------------------ | ------------------ | ------------------ | ------------------ | ------------------ | ------------------ | ------------------ | ------------------ | ------------------ | ------------------ | ------------------ | ------------------ | ------------------ | ------------------ | ------------------ |
| 1857               | 1869               | 1880               | 1890               | 1900               | 1910               | 1921               | 1931               | 1948               | 1953               | 1961               | 1971               | 1981               | 1991               | 2001               | 2011               |
| 629                | 651                | 217                | 120                | 145                | 119                | 732                | 666                | 108                | 98                 | 107                | 123                | 108                | 119                | 103                | 99                 |

## Nevezetességei
- Szűz Mária tiszteletére szentelt temploma középkori eredetű, melyet többször átépítettek. A jelentősebb átépítések a 16. és a 18. században történtek. Jellegzetes nyitott harangtornya a bejárati homlokzat felett magasodik. A homlokzat elé fedett előteret építettek.
- Viktor Car Emin szülőháza.
- Olajprés malom.

## Híres emberek
Itt született 1870. november 1-jén Viktor Car Emin horvát író, publicista.